# Deturnare de avion
Deturnare de avion se referă la punerea sub stăpânire a unui avion de către o persoană sau un grup de persoane.

## Deturnări de avion în România
La 27 mai 1971 a avut loc prima și ultima deturnare de avion din perioada comunistă.
Șase bărbați au intrat pe aeroportul din Oradea, au luat ostateci echipajul și cei 16 pasageri ai cursei de București și au forțat decolarea.
După un zbor cu peripeții, au aterizat la Viena.